# Municipio San Javier (Santa Cruz)
Das Municipio San Javier ist ein Verwaltungsbezirk im Departamento Santa Cruz im südamerikanischen Anden-Staat Bolivien.

## Lage im Nahraum
Das Municipio San Javier ist eines der sechs Municipios der Provinz Ñuflo de Chávez. Es grenzt im Norden, Osten und Südosten an das Municipio Concepción, im Westen an die Provinz Guarayos, im Südwesten an das Municipio San Julián und im Süden an das Municipio San Ramón.
Der zentrale Ort des Municipios ist die Kleinstadt San Javier mit 7119 Einwohnern (Volkszählung 2012) im zentralen Teil des Municipios.

## Geographie
San Javier liegt im bolivianischen Tiefland in der Region Chiquitania, einer in weiten Regionen noch wenig besiedelten Landschaft zwischen Santa Cruz und der brasilianischen Grenze.
Das Klima der Region ist ein semi-humides Klima der warmen Subtropen. Die monatlichen Durchschnittstemperaturen schwanken im Jahresverlauf nur geringfügig zwischen 21 °C in den Wintermonaten von Mai bis August mit kräftigen kalten Südwinden, und bis zu 26 °C in den anderen Monaten (siehe Klimadiagramm Concepción).
Die jährliche Niederschlagsmenge liegt im langjährigen Mittel bei mehr als 1000 mm, die vor allem in der Regenzeit von November bis März fällt, während von Mai bis Oktober eine ausgesprochene Trockenzeit herrscht.

## Bevölkerung
Die Bevölkerungszahl des Municipios ist zwischen 1992 und 2024 auf das Doppelte angestiegen:
| Jahr | Einwohner | Quelle       |
| ---- | --------- | ------------ |
| 1992 | 7.310     | Volkszählung |
| 2001 | 11.316    | Volkszählung |
| 2012 | 14.807    | Volkszählung |
| 2024 | 14.897    | Volkszählung |

## Politik
Ergebnis der Regionalwahlen (concejales del municipio) vom 4. April 2010:
| Wahl- berechtigte |  | Wahl- beteiligung | gültige Stimmen |  | OICH   | FA     | MAS-IPSP | VERDES | UCS   |
| ----------------- |  | ----------------- | --------------- |  | ------ | ------ | -------- | ------ | ----- |
| 4.756             |  | 4.387             | 3.750           |  | 1.193  | 1.022  | 741      | 511    | 283   |
|                   |  | 92,2 %            | 85,5 %          |  | 31,8 % | 27,3 % | 19,8 %   | 13,6 % | 7,5 % |

Ergebnis der Regionalwahlen (elecciones de autoridades políticas) vom 7. März 2021:
| Wahl- berechtigte |  | Wahl- beteiligung | gültige Stimmen |  | CREEMOS | MAS-IPSP | MNR    | SOL    | UNIDOS | ASIP   |
| ----------------- |  | ----------------- | --------------- |  | ------- | -------- | ------ | ------ | ------ | ------ |
| 8.547             |  | 7.660             | 7.081           |  | 3.438   | 2.768    | 367    | 291    | 160    | 57     |
|                   |  | 89,62 %           | 92,44 %         |  | 48,55 % | 39,09 %  | 5,18 % | 4,11 % | 2,26 % | 0,80 % |

## Gliederung
Das Municipio San Javier war bis in die 1990er Jahre in die beiden Kantone San Javier und Santa Rosa de la Mina unterteilt. Der Kanton Santa Rosa de la Mina ist heute als Municipio San Ramón eigenständig.

## Ortschaften im Municipio San Javier
- San Javier 7119 Einw. – Cachuela España 524 Einw. – San José Obrero 158 Einw. – San Joaquín 12 Einw.